# Лаго (Месина)
Лаго је насеље у Италији у округу Месина, региону Сицилија.
Према процени из 2011. у насељу је живело 80 становника. Насеље се налази на надморској висини од 24 м.